# Roklinka (Šluknovská pahorkatina)
Roklinka (německy Pfarrberg) je kopec o nadmořské výšce 496 m, který leží v Mikulášovicích v Ústeckém kraji.

## Charakteristika
Vrch náleží ke geomorfologickému celku Šluknovská pahorkatina, jeho okrsku Šenovská pahorkatina a podokrsku Mikulášovická pahorkatina. Geologické podloží tvoří střednězrnný lužický granodiorit, kterým proniká žíla doleritu. Půdním pokryvem je převážně modální mesobazická kambizem, kterou podél potoka střídá modální glej. Podél jižního úpatí protéká potok (původní název Schäferwasser), jenž je levým přítokem Hančperského potoka, při severním pak Studený potok, jenž je levým přítokem Mikulášovického potoka. Celý vrch tak náleží k povodí Sebnice a Labe a úmoří Severního moře. Většina vrchu je zalesněna jehličnatým a smíšeným lesem, zbytek svahů má zemědělské využití. Poblíž vrcholu prochází krajská silnice III/26512, která spojuje Mikulášovice s Tomášovem. Na jihovýchodním úpatí, při lesní cestě k bývalé cihelně, stojí poničený kříž Schäferových z roku 1933.

## Galerie

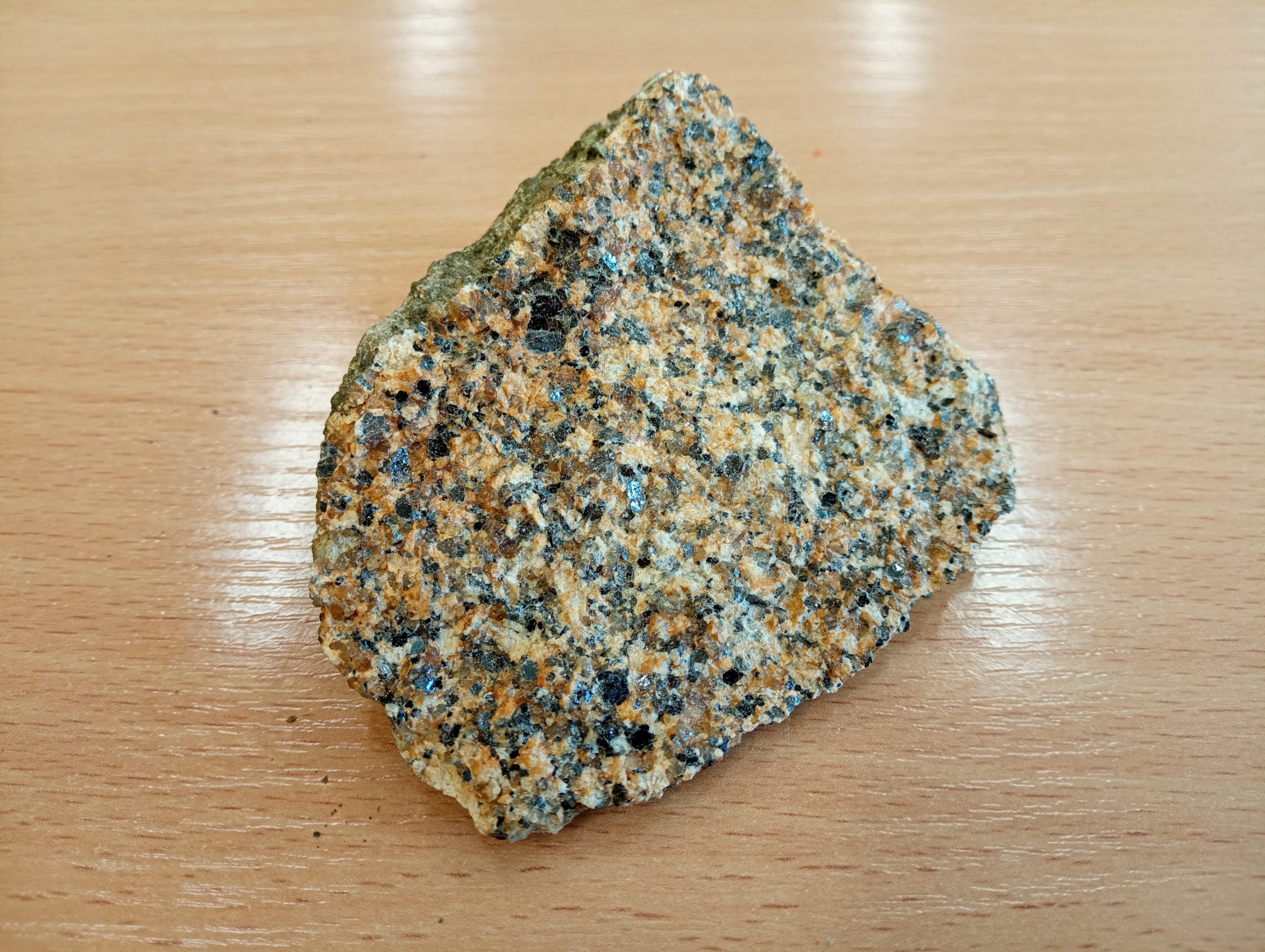
Lužický granodiorit
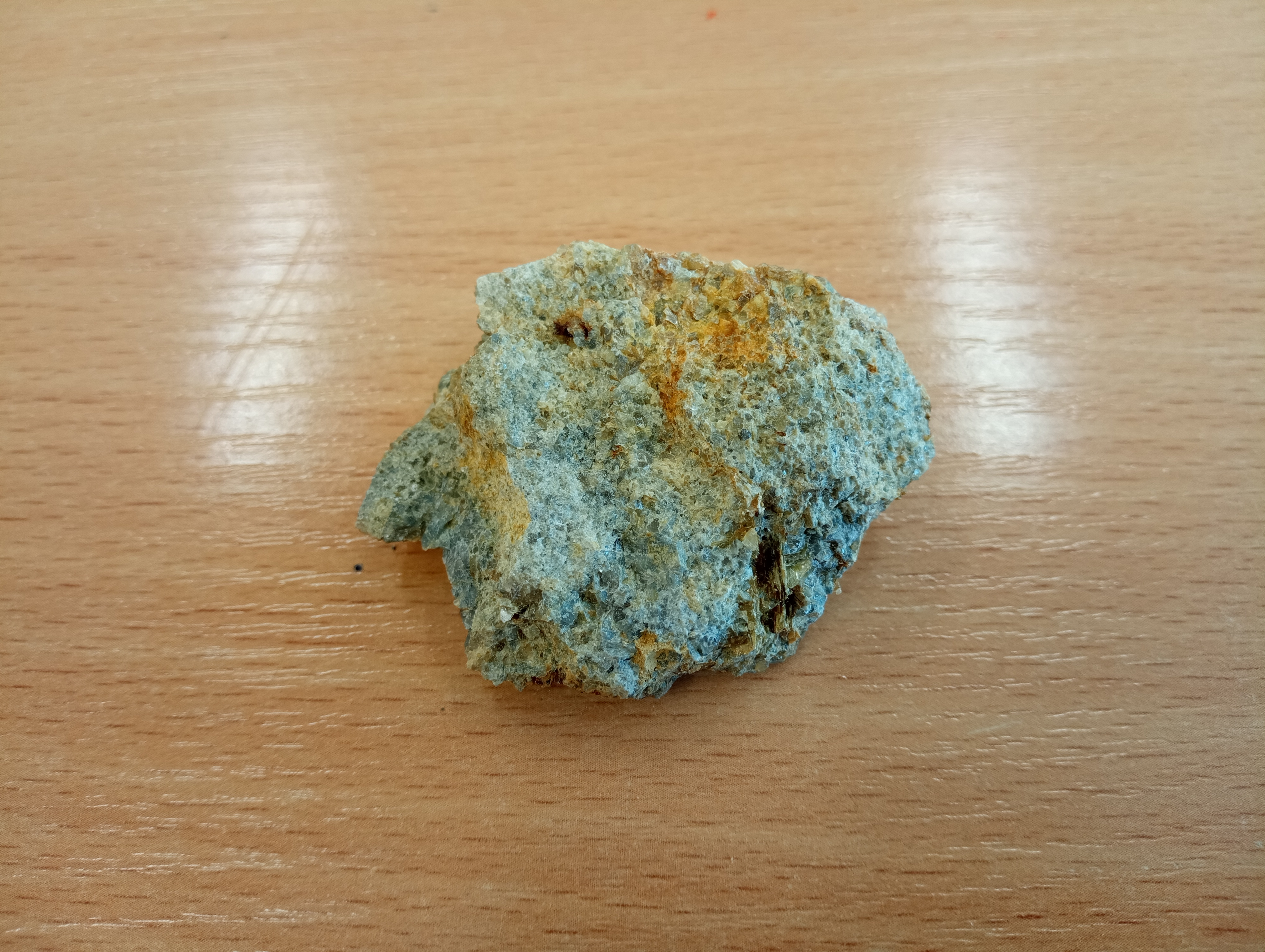
Granodioritový porfyr